# Campeonato da Europa de Atletismo de 2016 - Lançamento de dardo feminino
A prova do lançamento de dardo feminino do Campeonato da Europa de Atletismo de 2016 foi disputada entre os dias 7 e 9 de julho de 2016 no Estádio Olímpico de Amsterdã em Amesterdão,  nos Países Baixos. 

## Recordes
Antes desta competição, os recordes mundiais e do campeonato nesta prova eram os seguintes:
|                       | Nome              | Nacionalidade | Distância | Local     | Data                   |
| --------------------- | ----------------- | ------------- | --------- | --------- | ---------------------- |
| Recorde mundial       | Barbora Špotáková | Chéquia       | 72m 28cm  | Estugarda | 13 de setembro de 2008 |
| Recorde do campeonato | Mirela Manjani    | Grécia        | 67m 47cm  | Munique   | 8 de agosto de 2002    |
| Recorde europeu       | Barbora Špotáková | Chéquia       | 72m 28cm  | Estugarda | 13 de setembro de 2008 |

## Medalhistas
| Ouro                       | Prata             | Bronze           |
| Tatsiana Khaladovich (BLR) | Linda Stahl (GER) | Sara Kolak (HRV) |

## Cronograma
Todos os horários são locais (UTC+2).
| Data       | Hora  | Evento       |
| ---------- | ----- | ------------ |
| 7 de julho | 12:00 | Qualificação |
| 9 de julho | 18:45 | Final        |

## Resultados

### Qualificação
Qualificação: Desempenho de 60.00 m (Q) ou os 12 melhores qualificados (q).
| Posição | Grupo | Atleta                | Nacionalidade | #1    | #2    | #3    | Resultados | Notas                |
| ------- | ----- | --------------------- | ------------- | ----- | ----- | ----- | ---------- | -------------------- |
| 1       | A     | Barbora Špotáková     | Chéquia       | 58.69 | 63.73 |       | 63.73      | Q                    |
| 2       | A     | Katharina Molitor     | Alemanha      | 60.75 |       |       | 60.75      | Q                    |
| 3       | B     | Sara Kolak            | Croácia       | 55.11 | 60.51 |       | 60.51      | Q                    |
| 4       | A     | Martina Ratej         | Eslovênia     | 58.69 | 60.38 |       | 60.38      | Q                    |
| 5       | A     | Linda Stahl           | Alemanha      | 57.64 | 60.35 |       | 60.35      | Q                    |
| 6       | B     | Madara Palameika      | Letônia       | 56.18 | 59.71 | r     | 59.71      | q                    |
| 7       | A     | Jenni Kangas          | Finlândia     | 59.48 | 56.26 | 55.01 | 59.48      | q,                   |
| 8       | A     | Tatsiana Khaladovich  | Bielorrússia  | 55.57 | 58.08 | 59.37 | 59.37      | q                    |
| 9       | A     | Hanna Hatsko-Fedusova | Ucrânia       | x     | x     | 59.34 | 59.34      | q                    |
| 10      | A     | Ásdís Hjálmsdóttir    | Islândia      | 56.69 | 58.83 | x     | 58.83      | q                    |
| 11      | B     | Liveta Jasiūnaite     | Lituânia      | 58.21 | 54.04 | x     | 58.21      | q                    |
| 12      | A     | Eda Tuğsuz            | Turquia       | 58.13 | 54.49 | 52.17 | 58.13      | q                    |
| 13      | A     | Maria Andrejczyk      | Polónia       | 57.93 | x     | 55.00 | 57.93      |                      |
| 14      | A     | Sinta Ozoliņa-Kovala  | Letônia       | 57.01 | x     | 57.58 | 57.58      |                      |
| 15      | B     | Lidia Parada          | Espanha       | 57.34 | x     | 56.31 | 57.34      | Recorde da temporada |
| 16      | B     | Sanni Utriainen       | Finlândia     | 57.19 | 53.46 | x     | 57.19      |                      |
| 17      | B     | Christin Hussong      | Alemanha      | 55.19 | 57.17 | 52.37 | 57.17      |                      |
| 18      | B     | Liina Laasma          | Estónia       | 56.23 | 56.61 | x     | 56.61      |                      |
| 19      | A     | Sigrid Borge          | Noruega       | 56.30 | 52.37 | x     | 56.30      |                      |
| 20      | B     | Matilde Andraud       | França        | 55.28 | 51.78 | 51.89 | 55.28      |                      |
| 21      | B     | Réka Szilágyi         | Hungria       | 53.58 | 55.19 | 51.80 | 55.19      |                      |
| 22      | B     | Marcelina Witek       | Polónia       | 55.03 | x     | x     | 55.03      |                      |
| 23      | B     | Sofi Flink            | Suécia        | 50.50 | 54.38 | 54.18 | 54.38      |                      |
| 24      | A     | Anna Wessman          | Suécia        | 52.88 | 54.02 | x     | 54.02      |                      |
| 25      | B     | Jarmila Jurkovičová   | Chéquia       | 53.96 | 53.83 | 53.64 | 53.96      |                      |
| 26      | B     | Goldie Sayers         | Grã-Bretanha  | 52.60 | 53.56 | x     | 53.56      |                      |
| 27      | B     | Kateryna Derun        | Ucrânia       | 52.92 | x     | x     | 52.92      |                      |
| 28      | A     | Tetyana Fetiskina     | Ucrânia       | x     | 51.05 | 52.90 | 52.90      |                      |
| 29      | B     | Irena Šedivá          | Chéquia       | 51.25 | 52.48 | 52.37 | 52.48      |                      |
| 30      | B     | Heidi Nokelainen      | Finlândia     | 51.57 | 52.40 | 47.90 | 52.40      |                      |
| 31      | A     | Marija Vučenović      | Sérvia        | x     | 49.18 | x     | 49.18      |                      |
| 32      | B     | Margaryta Dorozhon    | Israel        | x     | x     | x     | NM         |                      |
| 32      | A     | Indrė Jakubaitytė     | Lituânia      | x     | x     | x     | NM         |                      |
| 32      | A     | Līna Mūze             | Letônia       | x     | r     |       | NM         |                      |
| 33      | B     | Tatsiana Korzh        | Bielorrússia  |       |       |       | DNS        |                      |

### Final
| Posição           | Atleta                | Nacionalidade | #1    | #2    | #3    | #4    | #5    | #6    | Resultados | Notas                |
| ----------------- | --------------------- | ------------- | ----- | ----- | ----- | ----- | ----- | ----- | ---------- | -------------------- |
| Medalha de ouro   | Tatsiana Khaladovich  | Bielorrússia  | 61.82 | 66.34 | 62.91 | 65.79 | 62.94 | 60.71 | 66.34      | Recorde nacional     |
| Medalha de prata  | Linda Stahl           | Alemanha      | 60.40 | 60.80 | 59.19 | 59.31 | x     | 65.25 | 65.25      | Recorde da temporada |
| Medalha de bronze | Sara Kolak            | Croácia       | 58.89 | 55.32 | 63.50 | 58.45 | 58.32 | x     | 63.50      | Recorde nacional     |
| 4                 | Katharina Molitor     | Alemanha      | 59.87 | 63.20 | 62.89 | 58.82 | x     | 58.26 | 63.20      |                      |
| 5                 | Barbora Špotáková     | Chéquia       | x     | 62.66 | 62.28 | x     | x     | x     | 62.66      |                      |
| 6                 | Martina Ratej         | Eslovênia     | 60.65 | 58.29 | 59.89 | x     | 55.47 | x     | 60.65      |                      |
| 7                 | Madara Palameika      | Letônia       | x     | 60.39 | x     | x     | x     | 57.30 | 60.39      |                      |
| 8                 | Ásdís Hjálmsdóttir    | Islândia      | 60.37 | 57.97 | x     | 55.14 | x     | 59.97 | 60.37      |                      |
| 9                 | Jenni Kangas          | Finlândia     | 53.97 | 58.61 | 59.41 |       |       |       | 59.41      |                      |
| 10                | Hanna Hatsko-Fedusova | Ucrânia       | 56.89 | 58.86 | x     |       |       |       | 58.86      |                      |
| 11                | Eda Tuğsuz            | Turquia       | 56.97 | 52.92 | x     |       |       |       | 56.97      |                      |
| 12                | Liveta Jasiūnaitė     | Lituânia      | 53.41 | 53.94 | 52.49 |       |       |       | 53.94      |                      |

Legenda
| Recorde mundial       | Recorde mundial (World record)               |                       | Recorde africano                      | Recorde africano (African) |                                           | Q | Classificado por posição (Qualified) |
| Recorde do campeonato | Recorde do campeonato (Championship record)  | Recorde da América    | Recorde da América (Americas)         | q                          | Classificado por melhor tempo (Qualified) |   |                                      |
| Melhor marca do ano   | Melhor marca do ano (World leading)          | Recorde asiático      | Recorde asiático (Asian)              | DNS                        | Não largou (Did not start)                |   |                                      |
| Recorde nacional      | Recorde nacional (National record)           | Recorde europeu       | Recorde europeu (European)            | DNF                        | Não terminou (Did not finish)             |   |                                      |
| Recorde pessoal       | Recorde pessoal do atleta (Personal best)    | Recorde da Oceania    | Recorde da Oceania (Oceania)          | DSQ / DQ                   | Desclassificado (Disqualified)            |   |                                      |
| Recorde da temporada  | Recorde da temporada do atleta (Season best) | Recorde sul-americano | Recorde sul-americano (South America) | NM                         | Sem marca (No mark)                       |   |                                      |